# Gaston Xavier Mendy
Gaston Xavier Mendy (* 22. listopadu 1985, Dakar, Senegal) je senegalský fotbalový obránce, od srpna 2016 hráč rumunského klubu ASA Târgu-Mureș.

## Klubová kariéra
Rodák z Dakaru Mendy hrál v mládí v senegalském klubu ASC Jeanne d'Arc. Poté odešel do Evropy, do portugalského klubu Desportivo Aves a následně do GD Estoril Praia. Z Portugalska se přesunul do Rumunska, kde vystřídal kluby FC Farul Constanța, FC Universitatea Cluj, FC Petrolul Ploiești, FC Rapid București.
V lednu 2015 zamířil do České republiky do klubu FK Mladá Boleslav, podepsal smlouvu na dva a půl roku. V 1. české lize debutoval 30. 5. 2015 proti FC Vysočina Jihlava (výhra 3:0).
V létě 2016 se vrátil do Rumunska a podepsal kontrakt s týmem ASA Târgu-Mureș, přestože se klub potýkal s finančními problémy.